# Эпоха героев
«Эпоха героев» (англ. Age of Heroes) — остросюжетный боевик режиссёра Эдриана Витории. Фильм основан на реальных событиях. В центре сюжета эпизод действий подразделения британских коммандос No. 30 Commando военно-морских сил Великобритании во время Второй мировой войны. В таком подразделении служил известный английский писатель Ян Флеминг. Фильм вышел в Великобритании 20 мая 2011 года.

## Сюжет
Фильм рассказывает о подвигах капрала Рэйнса (Дэнни Дайер), которого призвали на военную службу во вновь образованное подразделение No. 30 Commando во время Второй мировой войны. Рэйнс и остальной взвод проходят усиленную подготовку под присмотром майора Джонса (Шон Бин), который готовит их для выполнения строго секретной и опасной миссии: десантироваться на парашютах в оккупированную Норвегию и захватить новый высокотехнологичный радар немцев, который может повлиять на исход войны.

## В ролях
| Актёр            | Роль                                         |
| ---------------- | -------------------------------------------- |
| Шон Бин          | Джонс                                        |
| Дэнни Дайер      | Боб Рэйнс                                    |
| Изабелла Мико    | Дженсен                                      |
| Джеймс Д’Арси    | Ян Флеминг                                   |
| Себастьян Стрит  | полковник Арчер                              |
| Уильям Хьюстон   | Мак                                          |
| Аксель Хенни     | лейтенант Штайнар Мортенсон                  |
| Гай Бернет       | Райли                                        |
| Джон Даглейш     | Роджер Роллрайт                              |
| Стивен Уолтерс   | Сид Брайтлинг                                |
| Дэниэл Броклбэнк | сержант Королевской военной полиции Хэмилтон |
| Рози Феллнер     | Софи Холбрук                                 |
| Эрик Мэдсен      | Тайкман                                      |
| Ли Джеррум       | Добсон                                       |
| Ивэн Росс        | Гейбл                                        |